# 小东山站
小東山站是厦门轨道交通3号线的地铁车站，位于中华人民共和国福建省厦门市湖里区火炬路与新丰路交叉口东侧。本站于2021年6月25日正式启用。

## 车站结构
本站为地下二层岛式车站。
| 地面层   | 出入口                               | 出入口                         |
| 地下一层 | 站厅                                 | 票务服务、客服中心、进出站闸机 |
| 地下二层 | 西行                                 | 3 往廈門火車站方向 （火炬園）  |
| 地下二层 | 岛式站台，列车运行方向左侧的车门开启 |                                |
| 地下二层 | 東行                                 | 3 往蔡厝方向 （安兜）          |

## 出入口信息
本站设2、3号（共2个）出入口。
|                           |            |                        |                                                      |
| 编号                      | 设施       | 出口指示               | 建议前往的目的地                                     |
| 2                         | 升降机标志 | 火炬路南侧，新丰路东侧 | 厦门火炬高新区火炬广场、大唐世家、火炬二路、火炬公园 |
| 3                         |            | 火炬路南侧，新丰路西侧 | 华远大厦、兴联大厦、小东山社、创业橋                 |
| 註： 設有 \| 設有扶手電梯 |            |                        |                                                      |